# Dżudajdat Mustaha
Dżudajdat Mustaha (arab. جديدة مسطاحة) – wieś w Syrii, w muhafazie Aleppo. W 2004 roku liczyła 832 mieszkańców.